# Haidmühle (powiat Freyung-Grafenau)
Haidmühle – miejscowość i gmina w Niemczech, w kraju związkowym Bawaria, w rejencji Dolna Bawaria, w regionie Donau-Wald, w powiecie Freyung-Grafenau, Leży w Lesie Bawarskim, około 18 km na wschód od miasta Freyung, przy byłym przejściu granicznym z Czechami Haidmühle-Stožec.

## Dzielnice
W skład gminy wchodzą trzy dzielnice: Bischofsreut, Philippsreut, Frauenberg

## Demografia
| Rok  | Liczba mieszk. |
| ---- | -------------- |
| 1970 | 1 778          |
| 1987 | 1 526          |
| 2000 | 1 512          |
| 2005 | 1 506          |
| 2008 | 1 421          |

### Struktura wiekowa
Dane o ludności z 31 grudnia 2008:
| Opis                                | Ogółem | Ogółem | Kobiety | Kobiety | Mężczyźni | Mężczyźni |
| ----------------------------------- | ------ | ------ | ------- | ------- | --------- | --------- |
| Jednostka                           | osób   | %      | osób    | %       | osób      | %         |
| Populacja                           | 1421   | 100    | 719     | 50,6    | 702       | 49,4      |
| Wiek przedprodukcyjny (0–17 lat)    | 242    | 17,03  | 117     | 8,23    | 125       | 8,8       |
| Wiek produkcyjny (18–65 lat)        | 890    | 62,63  | 429     | 30,19   | 461       | 32,44     |
| Wiek poprodukcyjny (powyżej 65 lat) | 289    | 20,34  | 173     | 12,17   | 116       | 8,16      |

## Zabytki
- kościół pw. św. Walentego (St. Valentin) w dzielnicy Bischofsreut, wybudowany w latach 1870–1872

## Polityka
Wójtem jest Fritz Gibis, rada gminy składa się z 12 osób.
|      | CSU/FWG | WGBHF | JL | Razem |
| 2008 | 5       | 4     | 3  | 12    |
| 2002 | 6       | 6     | -  | 12    |

## Oświata
W gminie znajduje się 25 miejsc przedszkolnych oraz szkoła podstawowa (4 nauczycieli, 78 uczniów).